# Duncan Browne
Duncan Browne (25. března 1947 – 28. května 1993) byl anglický zpěvák a kytarista. Docházel na London Academy of Music and Dramatic Art, kde studoval hudební teorii a drama. V roce 1967 potkal Andrewa Looga Oldhama a následně podepsal smlouvu s jeho vydavatelstvím Immediate Records. Své první album nazvané Give Me Take You vydal roku 1968. Později vydal několik singlů, a další album, které dostalo název Duncan Browne, vydal až v roce 1973. Jeho producentem byl Mickie Most. Později vydal ještě dvě další alba, v letech 1978 a 1979, a v roce 1993 podlehl ve věku 46 let rakovině.